# Shizuoka Stadium
Shizuoka Stadium (též Shizuoka  ECOPA Stadium či 静岡スタジアム·エコパ ) je víceúčelový stadion sloužící zejména pro fotbal a atletiku ve Fukuroi v Šizuoce. Pojme 50 889 diváků. Domácí zápasy zde hraje fotbalový klub Jubilo Iwata a Shimizu S-Pulse.
Stadion byl postaven v roce 2001 při příležitosti Mistrovství světa ve fotbale 2002, které se konalo v Japonsku a Jižní Koreji. Je postaven tak, že se další řady sedadel umožňují rozšít na maximálně 51 349 sedadel. Název ECOPA pochází ze dvou anglických slov Ecology Park, protože hromadí dešťovou vodu a používá ji k zavlažování trávníku a toalet.
V roce 2019 se stal jedním ze stadionu, kde proběhly zápasy v Mistrovství světa v rugby.